# Genki (電子遊戲公司)
元氣株式會社（日語：元气株式会社）是一家日本電子遊戲开发商以及彈珠機和老虎機製造商，成立於1990年10月。該公司的兩位創始人來自世嘉。该公司旗下的赛车游戏首都高赛车較為知名。